# Маргоб (Чубецький джамоат)
Марго́б (тадж. Марғоб) — село у складі Хатлонської області Таджикистану. Входить до складу Чубецького джамоату району імені Мір Саїда Алії Хамадоні.
Назва означає лучна вода.
Село було відбудовано на місці руїн Маргобі.
Населення — 21 особа (2010; 36 в 2009).